# Kit asfaltowy
Kit asfaltowy – mieszanina asfaltów ponaftowych z plastyfikatorami i wypełniaczami. Materiał ten cechuje się dużą przyczepnością do np. betonu, szkła, mrozoodpornością i plastycznością w temperaturze około + 18°C. Stosowany do wypełniania szczelin, fug między elementami wielkowymiarowymi z żelbetu itp.